# Nižný Slavkov
Nižný Slavkov (allemand : Unterschlauch ) est un village de Slovaquie situé dans la région de Prešov.

## Histoire
Première mention écrite du village en 1289.

## Démographie

### Évolution de la population
| Année:               | 1994. | 2004.   | 2014.   | 2024.   |
| -------------------- | ----- | ------- | ------- | ------- |
| Nombre de personnes: | 800   | 789     | 833     | 876     |
| Différence:          |       | -1,37 % | +5,57 % | +5,16 % |

| Année:               | 2023. | 2024.   |
| -------------------- | ----- | ------- |
| Nombre de personnes: | 880   | 876     |
| Différence:          |       | -0,45 % |